# Eligio Echagüe
Eligio Echagüe (31 de desembre de 1938) és un exfutbolista paraguaià.

## Selecció del Paraguai
Va formar part de l'equip paraguaià a la Copa del Món de 1958.